# 品川めし
品川めし（品川飯・しながわめし）は、シャコとご飯とを組み合わせた東京都品川の郷土料理である。

## 概要
かつて品川区が漁師町だった頃の賄い飯で、シャコやアナゴといった季節ごとに採れる雑魚を甘辛く煮てご飯にのせたものだった。具材は家庭により異なるという。本山荻舟著の『飲食事典』（平凡社、1958年、ISBN 9784582107012）には、東京湾において江戸時代まで深川飯に用いられるハマグリなどと共にシャコも多産しており、ハマグリを使った丼を深川飯、シャコの方を品川飯と称したと書かれている。しかし、確かな情報は残っておらず、本来のレシピは残されていない。先の文献に「庶民に愛された」とあるように、漁師町のまかない料理だったとしている文献もあり、料亭や料理屋で出すような洒落た料理ではない。
定義付けは曖昧で、浦リヨ著の『郷土料理』76pに紹介されているのは、下煮をしたシャコを炊飯中に吹いたところで混ぜて炊き上げたものであるが、その他にも砂糖醤油で煮付けたシャコを丼飯の上に載せたもの、卵とじを載せたものなどもあった。後にはシャコが獲れなくなり高額化したため、シャコ同様に多く獲れたアナゴを入れたものも、「品川めし」と呼ばれるようになり、バリエーションは家によって異なっていたらしい。

## 品川丼

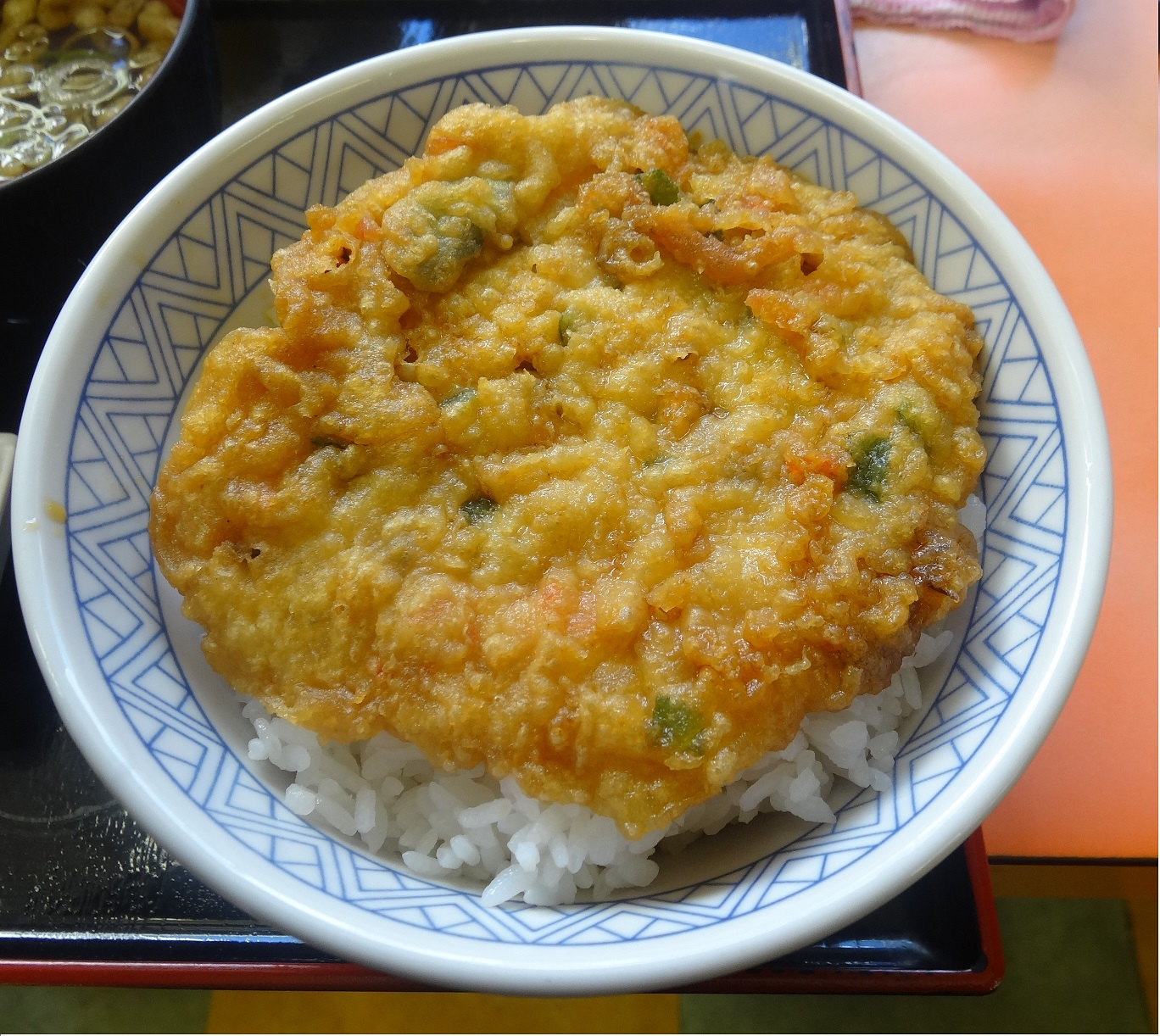
品川丼

「品川丼」は「品川めし」とは異なる。「品川めし」を復元している店もあるが、その他の丼にも「品川丼」と銘打ってある場合がある。もっとも知られるのは、品川駅の山手線ホームにある常盤軒で出される丼で、ご飯の上に、天つゆを浸したげそと桜海老のかき揚げを載せた丼に、吸い物がつくものである。